# Olympia Mancini

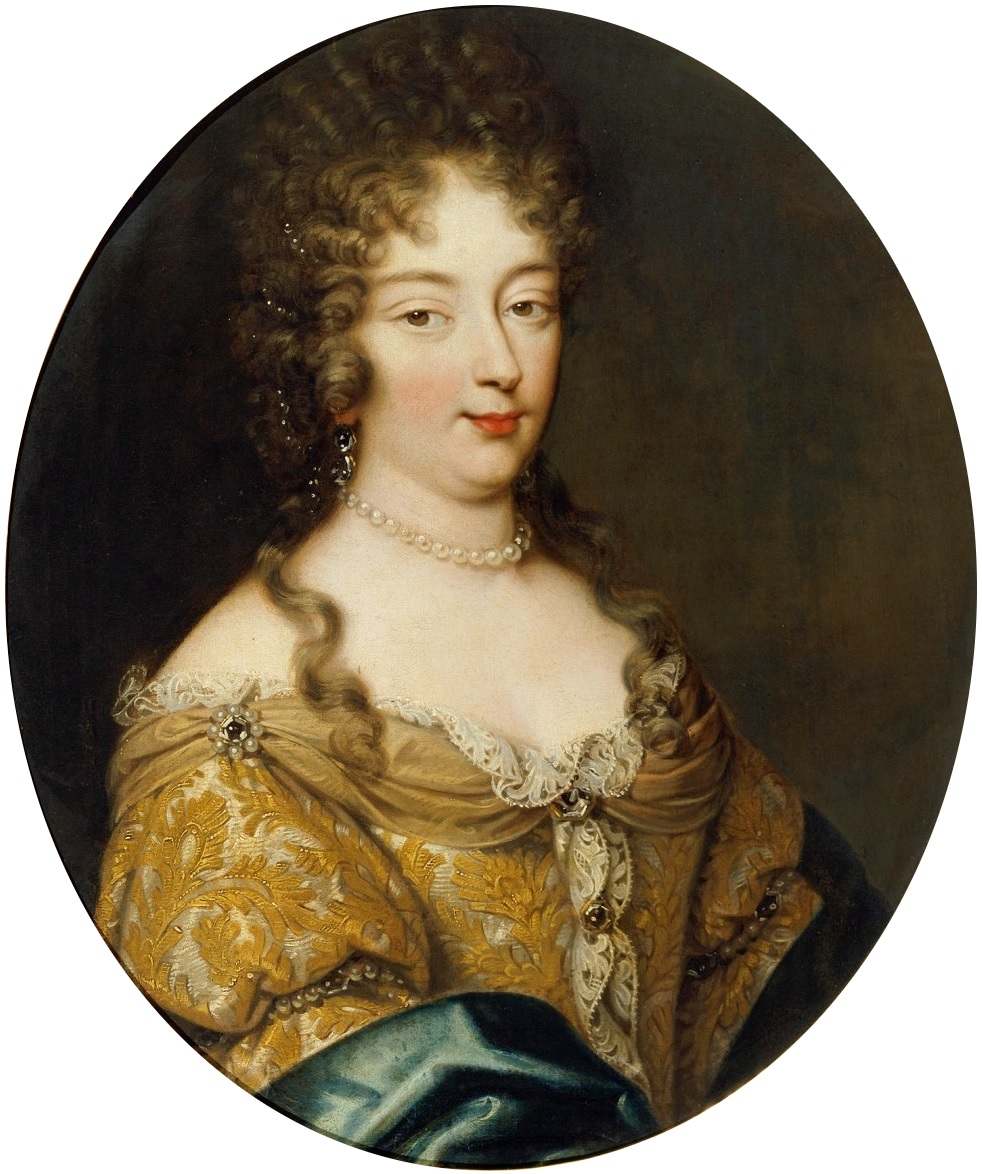
Olympia Mancini, Gräfin von Soissons

Olympia Mancini (* 1639 in Rom; † 9. Oktober 1708 in Brüssel) war eine der sogenannten Mazarinetten (französisch: Mazarinettes) und Mätresse des französischen Königs Ludwig XIV. Durch Heirat mit Eugen Moritz von Savoyen-Carignan war sie ab 1657 Comtesse de Soissons.

## Leben
Olympia war die Tochter des Michele Lorenzo Barone di Mancini sowie der Geronima Mazarini und damit Nichte des Kardinals Jules Mazarin. Sie wuchs zusammen mit dem zwei Jahre älteren König Ludwig XIV. von Frankreich im Palais Royal auf und wurde eine enge Vertraute des jugendlichen Königs. 
Im Jahr 1657 wurde sie mit dem als gutartig beschriebenen Eugen Moritz von Savoyen-Carignan verheiratet, der den Titel seiner Mutter (einer Condé), Graf von Soissons, trug. Drei Jahre später wurde sie Oberintendantin im Hofstaat der Königin Marie Therese. Die Gunst Ludwigs XIV. hielt bis 1665 an, als Olympia mit einer Intrige die Beziehung des Königs mit Louise de La Vallière publik machte.
Acht Jahre später wurde sie Witwe. Im Jahr 1679 wurde sie im Prozess der Giftaffäre um die La Voisin schwer belastet. Sie stand unter dem Verdacht, ihren Mann vergiftet zu haben, und floh im Januar 1680 mit ihren Kindern nach Holland. Doch auch dort wurde sie als Giftmörderin beschimpft und musste vor der aufgebrachten Bevölkerung durch den Gouverneur der spanischen Niederlande unter Schutz gestellt werden.
Olympia reiste viel. Unter anderem lebte sie eine Weile in Madrid, um eine Braut für einen ihrer Söhne zu finden, geriet dort aber unter Verdacht, der am 12. Februar 1689 verstorbenen spanischen Königin Marie Louise ein tödliches Gift beigebracht zu haben. Bis zu ihrem Tod kehrte sie nicht mehr nach Frankreich zurück, und ihr Sohn heiratete nie. Einer ihrer anderen Söhne, der berühmte Prinz Eugen, zwang als österreichischer General Ludwig XIV. im Spanischen Erbfolgekrieg in die Knie.

Olympia Mancini

Ihre Kinder mit Eugen Moritz, um die sie sich kaum kümmerte, waren:
- Louis Thomas (* 1657; † 1702)
- Philippe (* 1659; † 1693)
- Louis Jules (* 1660; † 1683)
- Emanuel Philibert (* 1662; † 1676)
- Eugen Franz (* 1663; † 1736)
- Marie Jeanne (* 1665; † 1705)
- Louise Philiberte (* 1667; † 1726)
- Françoise (* 1668; † 1671)

Nur Olympias ältester Sohn heiratete, allerdings weit unter seinem Stand, woraufhin ihn seine Mutter enterbte. Der Titel Soissons erlosch 1734 mit seinem Enkel. Prinz Eugen hatte ihn nie geführt, denn er wollte mit Frankreich nichts zu tun haben.
Siehe auch Haus Mazarin-Mancini